# Föreningen Galtströmståget
Föreningen Galtströmståget, FGT, är en ideell förening som arbetar för att utveckla Galtströms bruk i Medelpad till ett levande arbetslivsmuseum. I det arbetet har man bland annat startat en museijärnväg, men även renoverat dammar och byggnader. Med finansiering från bland annat Riksantikvarieämbetet arbetar man även med att bygga en helt ny järnvägsbro.

## Museijärnväg
Föreningens huvudsakliga verksamhet består i att driva en museijärnväg med 891 mm spårvidd i anslutning till det nedlagda Galtströms järnbruk. Föreningen har restaurerat såväl industrijärnvägen som ångloket Loke, som byggdes 1887 av Kristinehamns Mekaniska Werkstad och som användes vid Galtströms bruk.

## Bogserbåt

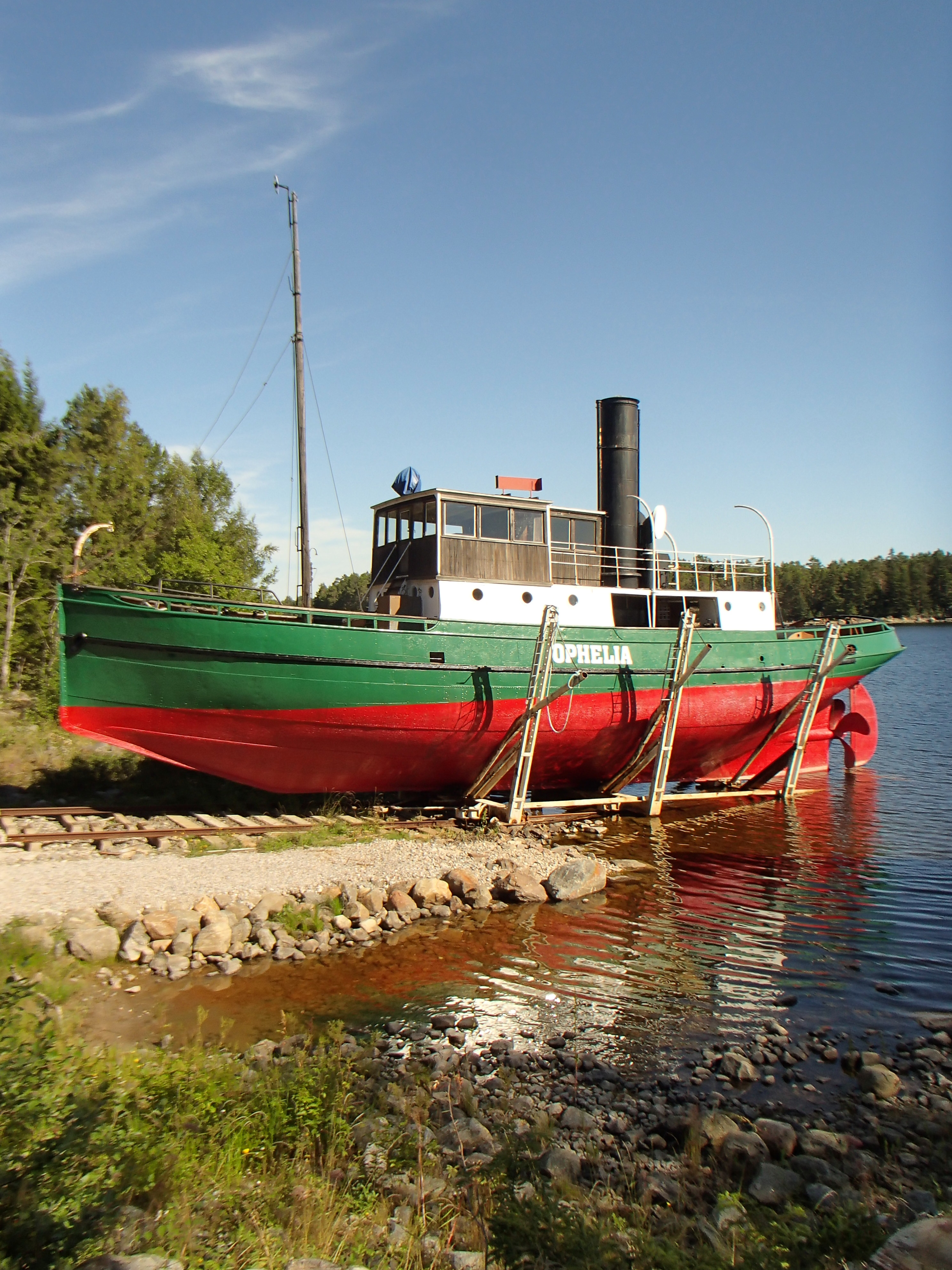
Ångbogseraren S/S Nordkust 4 (S/S Ophelia)

År 2008 kontaktades föreningen av Riksantikvarieämbetet och Statens Maritima museer. De ville bevara ångbåten S/S Nordkust 4 (S/S Ophelia), byggd 1885 för Galtströms bruk och som var den sista kustbogseraren i Sverige som fortfarande drevs med ånga. Förutsättningen var att föreningen åtog sig att renovera och underhålla båten. Från 2011 finns båten hos föreningen.